# ISS-Expedition 55
ISS-Expedition 55 ist die Missionsbezeichnung für die 55. Langzeitbesatzung der Internationalen Raumstation (ISS). Die Mission begann mit dem Abkoppeln des Raumschiffs Sojus MS-06 von der ISS am 27. Februar 2018 und endete mit dem Abkoppeln von Sojus MS-07 am 3. Juni 2018.

## Mannschaft
Übernommen von ISS-Expedition 54:
- Anton Nikolajewitsch Schkaplerow (3. Raumflug), Kommandant (Russland/Roskosmos, Sojus MS-07)
- Scott Tingle (1. Raumflug), Bordingenieur (USA/NASA, Sojus MS-07)
- Norishige Kanai (1. Raumflug), Bordingenieur (Japan/JAXA, Sojus MS-07)

Zusätzlich ab 23. März 2018:
- Oleg Germanowitsch Artemjew (2. Raumflug), Bordingenieur (Russland/Roskosmos, Sojus MS-08)
- Andrew Jay Feustel (3. Raumflug), Bordingenieur, (USA/NASA, Sojus MS-08)
- Richard R. Arnold (2. Raumflug), Bordingenieur (USA/NASA, Sojus MS-08)

### Ersatzmannschaft
Seit Expedition 20 wird wegen des permanenten Trainings für die Besatzungen keine offizielle Ersatzmannschaft mehr bekanntgegeben. Inoffiziell gelten die Backup-Crews der beiden Sojus-Zubringerraumschiffe MS-07 und MS-08 (siehe dort) als Ersatzmannschaft der Expedition 55. In der Regel kommen diese Crews dann jeweils zwei Missionen später selbst zum Einsatz.

## Missionsbeschreibung

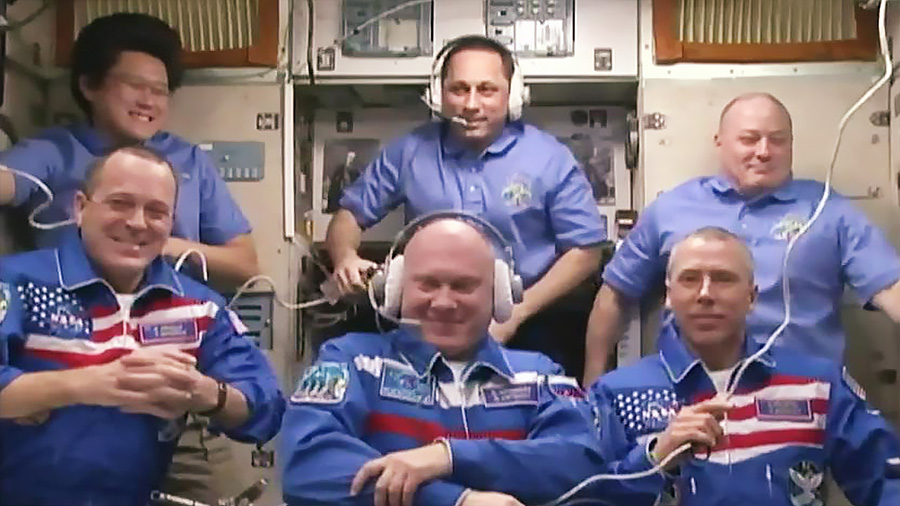
Aufnahme der Besatzung vom 23. März 2018

### Crewaustausch
Vier Wochen nach Expeditionsbeginn koppelte am 23. März 2018 das Zubringerraumschiff Sojus MS-08 nach etwa zweitägigem Flug an die ISS an; die Stammbesatzung wurde damit wieder auf sechs Personen aufgestockt.
Anton Schkaplerow übergab am 1. Juni 2018 das Kommando an Andrew Feustel und kehrte zwei Tage darauf mit Scott Tingle und Norishige Kanai zurück zur Erde. Andrew Feustel, Oleg Artemjew und Richard Arnold bildeten danach die anfängliche Besatzung der ISS-Expedition 56.

### Frachterverkehr
Am 28. März wurde Progress MS-07 vom Dockingport des Pirs-Moduls abgekoppelt.

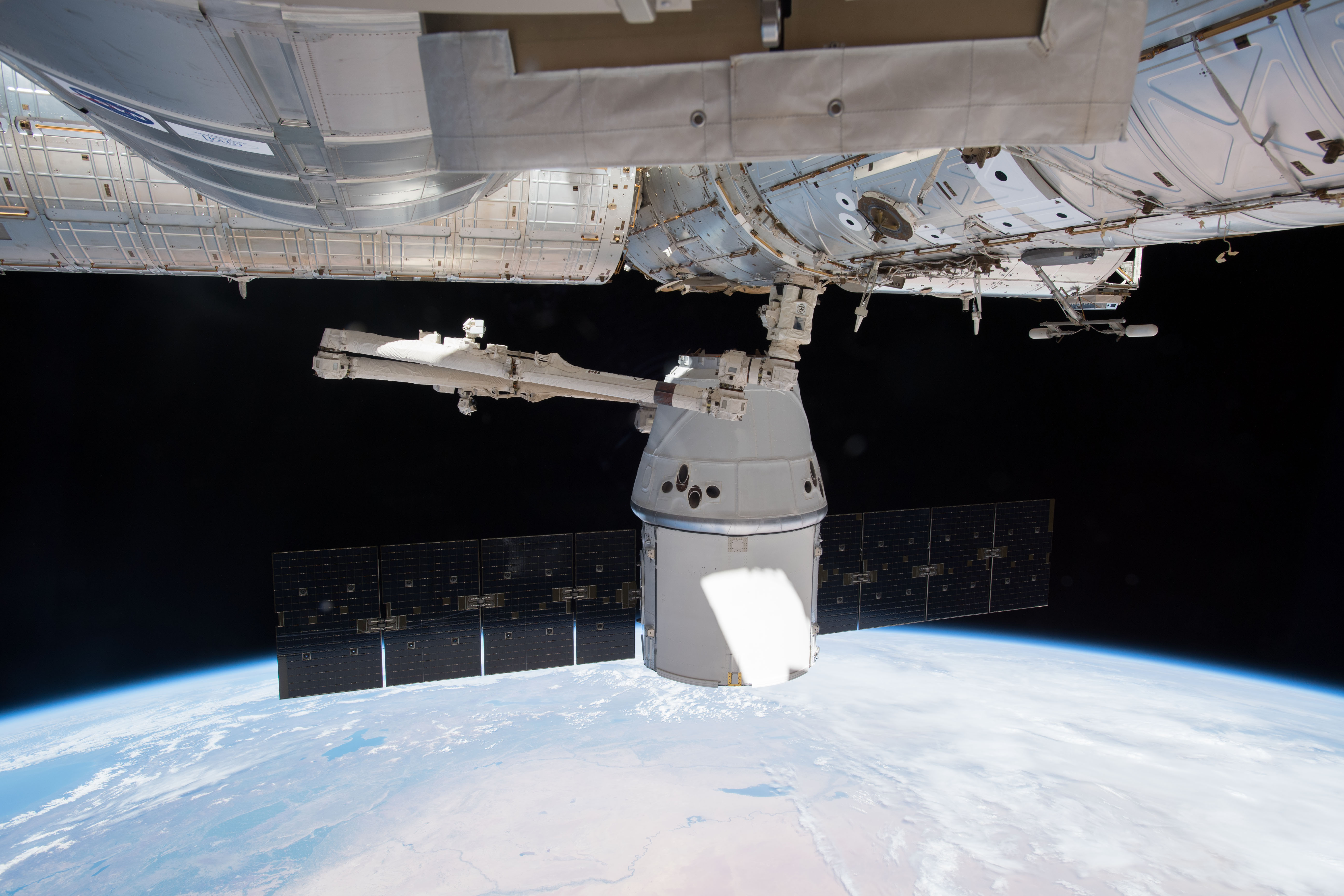
Dragon CRS-14 kurz vor dem Andocken

Das Raumschiff Dragon CRS-14 erreichte die ISS am 4. April und wurde von Scott Tingle und Norishige Kanai mithilfe des Canadarm2-Roboterarms eingefangen. Der Transporter wurde um 13:07 UTC auf der erdzugewandten Seite von Harmony angekoppelt.
Am 5. Mai um 13:23 UTC wurde Dragon CRS-14 mithilfe des Canadarm2-Roboterarms vom Harmony-Modul gelöst und in einer eigenen Umlaufbahn ausgesetzt. Die Wasserung im Pazifik erfolgte noch am selben Tag.

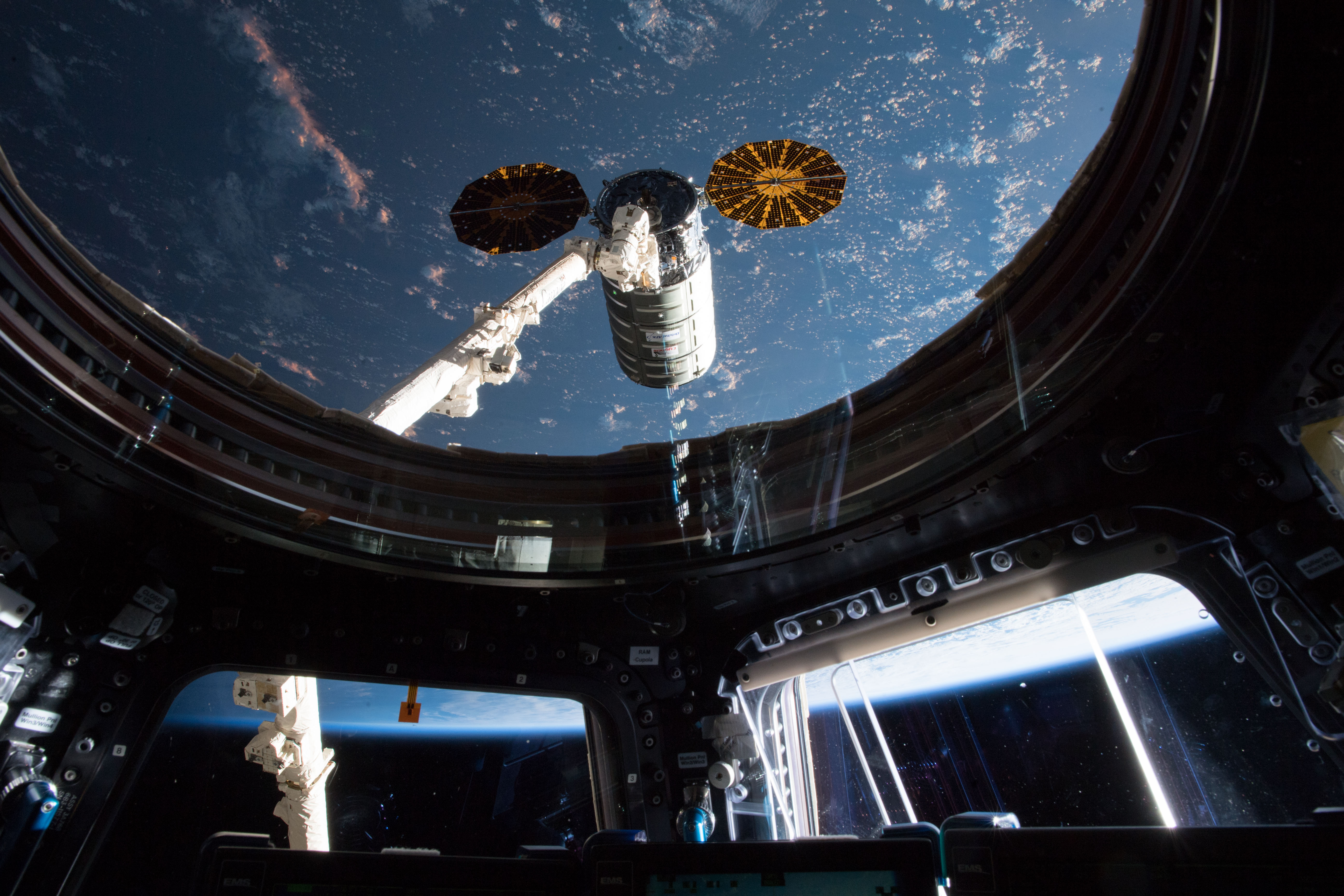
Cygnus OA-9 kurz vor dem Andocken

Am 24. Mai nutzten Scott Tingle und Richard Arnold den Greifarm Canadarm2 und fingen das Frachtraumschiff Cygnus OA-9 (genannt „S.S. J.R. Thompson“) ein. Durch Kommandos der Bodenstation wurde Cygnus gedreht und an der Unterseite des Moduls Unity angekoppelt.

### Außenbordarbeiten

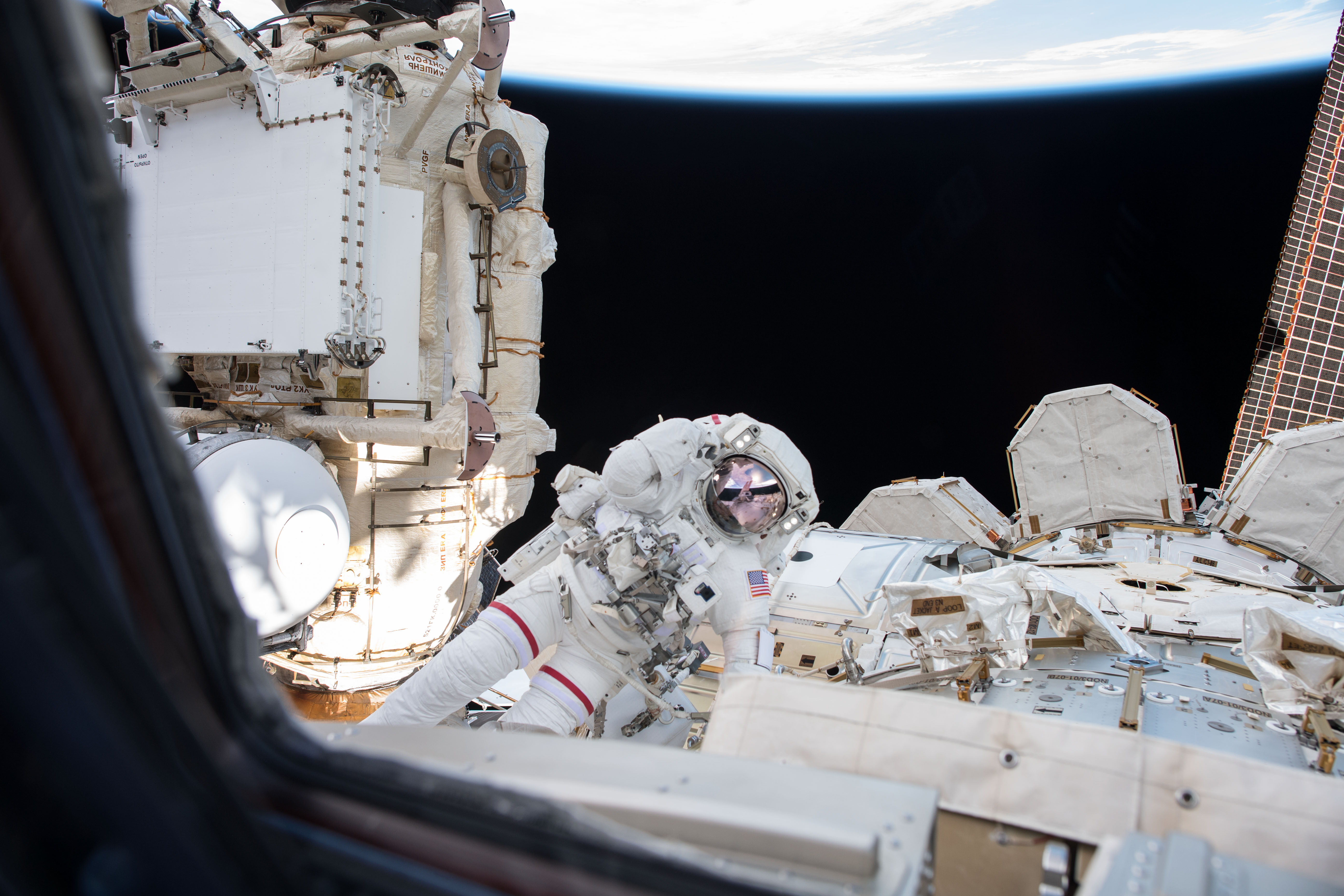
Andrew Feustel beim ersten Außenbordeinsatz

Am 29. März führten Andrew Feustel und Richard Arnold einen ungeplanten Außenbordeinsatz durch. Sie installierten ein drahtloses Kommunikationssystem (External Wireless Communications - EWC) am Modul Tranquility, um eine Datenverbindung zum Experiment ECOsystem Spaceborne Thermal Radiometer Experiment on Space Station (ECOSTRESS) zu gewährleisten. Außerdem wechselten sie ein paar hochauflösende Videokameras aus und entfernten ältere Schläuche des Kühlsystems.

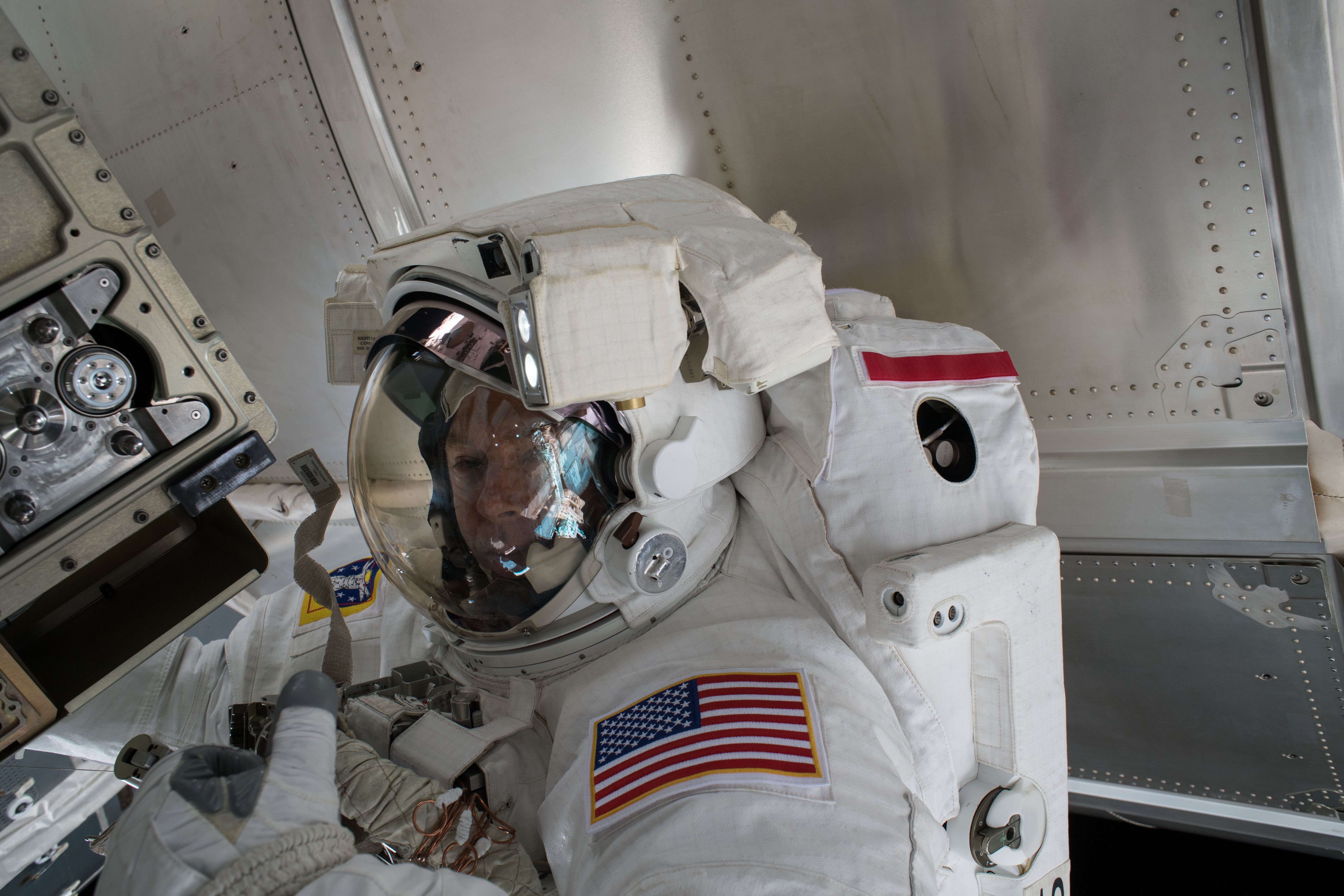
Andrew Feustel beim zweiten Außenbordeinsatz

Am 16. Mai unternahmen Drew Feustel und Ricky Arnold einen zweiten Außeneinsatz. Sie verlegten einige Ersatzteile von der zentralen Gitterstruktur ITS zum robotischen Armsystem Dextre. Hinterher ersetzten sie noch ein paar Kameras am Destiny-Modul.